# After Eden
After Eden – trzeci album studyjny zespołu Kalafina, wydany 21 września 2011 roku. Album osiągnął 3 pozycję w rankingu Oricon i pozostał na liście przez 9 tygodni, sprzedano 28 022 egzemplarzy. Utwór symphonia został użyty w zakończeniach programu Rekishi hiwa historia (jap. 歴史秘話ヒストリア) z 2011 roku.

## Lista utworów
Wszystkie utwory zostały skomponowane i napisane przez Yuki Kajiurę.
| CD (SECL-1014)  |                                                          |      |
| Nr              | Tytuł                                                    | Czas |
| 1.              | "Eden"                                                   | 5:38 |
| 2.              | "sandpiper"                                              | 6:03 |
| 3.              | "Magia"                                                  | 5:09 |
| 4.              | "Kugatsu" (jap. 九月)                                    | 3:42 |
| 5.              | "in your eyes"                                           | 6:01 |
| 6.              | "destination unknown"                                    | 5:03 |
| 7.              | "neverending"                                            | 4:22 |
| 8.              | "Kotonoha" (jap. ことのは)                               | 2:45 |
| 9.              | "magnolia"                                               | 5:47 |
| 10.             | "Kagayaku sora no shijima ni wa" (jap. 輝く空の静寂には) | 4:12 |
| 11.             | "Mune no yukue" (jap. 胸の行方)                          | 6:16 |
| 12.             | "snow falling"                                           | 4:38 |
| 13.             | "symphonia"                                              | 5:44 |
| DVD (SECL-1012) |                                                          |      |
| Nr              | Tytuł                                                    | Czas |
| 1.              | "symphonia Video Clip"                                   |      |
| 2.              | "Document of ANIME EXPO 2011 in Los Angels"              |      |

## Notowania
| Lista                      | Pozycja |
| -------------------------- | ------- |
| Oricon Daily Albums Chart  | 1       |
| Oricon Weekly Albums Chart | 3       |
| Billboard JAPAN Top Albums | 1       |
| Sound Scan                 | 1       |